# Labradorit
Labradoritul este o piatră semi-prețioasă ce se găsește în:Labrador, Canada, Norvegia, Hawaii și pe tot cuprinsul SUA, El Salvador, Paraguay, Marea Britanie, Ucraina, Germania, Austria, Slovacia, Republica Cehă, Republica Congo, Madagascar, India, Australia, China, Japonia și Rusia. 

## Descriere
El se găsește împreună cu magnetitul și olivina.